# Institutofficer
Institutofficer, befälskategori (officer) vid den finländska försvarsmakten motsvarande svenska kompaniofficer. Benämningen ersatte 1989 den tidigare befattningsofficer. En institutofficer kan ha graderna militärmästare, fänrik, löjtnant, premiärlöjtnant eller kapten. Denna befälskategori är under avveckling och skall ersättas av en enhetlig yrkesofficerskategori utbildad vid den finländska försvarshögskolan.